# Maladie infectieuse
Pour les articles homonymes, voir Infection (homonymie).
 Mise en garde médicale
Une maladie infectieuse est une maladie provoquée par l'invasion d'un ou plusieurs micro-organismes ou agent infectieux (bactéries, champignons, parasites, protozoaires, virus) dans un tissu où ils se multiplient, et par une réaction générale des cellules et des tissus infectés pour éliminer ces agents pathogènes ou leurs toxines (processus impliquant notamment le système immunitaire des plantes et des animaux).
L'étude des agents infectieux relève de la biologie, de la microbiologie médicale, de l'épidémiologie et de l'écoépidémiologie. Dans la nature, des maladies infectieuses se développent chez tous les organismes vivants (animaux, végétaux, fongiques, micro-organismes… il existe également des virus de virus). En tant qu'interactions durables, les maladies infectieuses font partie des boucles de rétroaction qui entretiennent la stabilité relative (équilibre dynamique) des écosystèmes, la plupart des pathogènes coévoluant avec leur hôte depuis des millions d'années. Leur mode de transmission est variable et dépend de leur réservoir (humain, animal, environnemental) et parfois de vecteurs (maladies vectorielles).
Elles sont plus ou moins contagieuses. Par exemple, le tétanos est une toxi-infection causée par Clostridium tetani, une bactérie qui se trouve dans la terre. Il n’y a pas de transmission interhumaine, l’infection se produit lorsque la bactérie entre dans l’organisme par une plaie souillée. Un vaccin existe contre cette affection et est obligatoire en France pour tous les enfants d’âge scolaire. Autre exemple, le paludisme est dû à un parasite, le Plasmodium falciparum (il existe d’autres Plasmodii), transmis d’homme à homme par l’intermédiaire d’un moustique, l’anophèle. Le réservoir du parasite est humain mais il n’y a pas de transmission interhumaine. Il n’existe à l'heure actuelle pas de vaccin. La tuberculose se transmet d’homme à homme par mécanisme aéroporté : le réservoir est humain et c’est une maladie contagieuse. Les infections sexuellement transmissibles (ou encore MST pour maladies sexuellement transmissibles) se transmettent à l’occasion de rapports sexuels ou par le sang.
De nombreux microbes vivent normalement et nécessairement dans notre tube digestif et sur notre peau, et ne deviennent infectieux qu'à certaines occasions. Le contact avec les microbes est nécessaire à l'entretien et au bon fonctionnement de la digestion et du système immunitaire.

## Terminologie
L'infection est le terme désignant soit une maladie infectieuse en général, soit la contamination par un germe. C'est la conséquence pathologique au niveau d'un tissu ou d'un organisme de la présence anormale et/ou de la réplication d’un germe bactérien, viral ou mycosique. La contamination est la pénétration du germe dans un organisme.
L'infectiologie est la branche de la médecine concernant les maladies infectieuses. Le médecin spécialiste est un infectiologue. Suivant le type de germe, il est également question de bactériologie, de virologie, de parasitologie ou de mycologie.
Un sepsis (du grec ancien σῆψις / sễpsis, « putréfaction ») est une infection grave. L'adjectif septique se rapporte à un organisme ou un objet contaminé par un germe (fosse septique par exemple). Une septicémie est la contamination grave et durable (sans traitement) du sang par un germe. Une bactériémie est une contamination transitoire du sang par un germe. Lorsque les cas se multiplient dans un lieu et une période limitée, il est question d’épidémie. Si la diffusion est beaucoup plus généralisée, il est alors question de pandémie. Lorsque l'épidémie concerne le milieu animal, il est question d'épizootie. Lorsque le germe se transmet de l’animal à l’homme, il est question d'anthropozoonose ou plus simplement de zoonose.
Le contage désigne la contamination par le germe.
La période d’incubation est le délai entre le contage et la première manifestation de la maladie. Le malade peut être contagieux durant ce temps.
La période de contagion est le temps pendant lequel le patient excrète le germe et peut le transmettre. Elle dépend de chaque maladie infectieuse.
Les infections nosocomiales (ou iatrogènes) sont des infections attrapées à l’hôpital. Elles sont particulièrement complexes et dangereuses car elles surviennent chez des sujets affaiblis et concernent souvent des germes résistants aux antibiotiques. Il s’agit d’un problème de santé publique majeur.

## Symptomatologie
Comme le résumait en 1935 le bactériologiste français Charles Nicolle : « Malheureusement, les signes des maladies infectieuses sont presque tous les mêmes : fièvre, maux de tête, agitation ou stupeur, éruption. Seuls leur groupement, leur succession, une observation minutieuse ont pu, après de longs tâtonnements, permettre d'établir des tableaux symptomatiques particuliers et les distinguer entre eux. »

## Statistiques

### Dans le monde
Les maladies infectieuses sont responsables dans le monde de 17 millions de décès par an, soit un tiers de la mortalité et 43 % des décès dans les pays en développement (contre 1 % dans les pays industrialisés). Les six maladies suivantes représentent 90 %[réf. souhaitée] des décès par maladies infectieuses dans le monde.
| Maladie                                      | Nombre de morts en un an dans le monde   |
| -------------------------------------------- | ---------------------------------------- |
| Maladies respiratoires                       | 2,95 millions (2016) 3,3 millions (2000) |
| Sida                                         | 1 million (2016) 1,5 million (2000)      |
| Maladies diarrhéiques                        | 1,4 million (2016) 2,4 millions (2000)   |
| Tuberculose                                  | 1,5 million (2018)                       |
| Paludisme                                    | 405 000 (2018).                          |
| Rougeole                                     | 89 000 (2016) 550 000 (2000)             |
| Sources : Organisation mondiale de la santé. |                                          |

Depuis les années 2000, de nombreuses urgences sanitaires reliées à l’émergence de nouveaux agents étiologiques responsables de maladies respiratoires sévères sont survenues : le syndrome respiratoire aigu sévère (SRAS), les infections d’influenza aviaire A (H5N1) chez les humains dans plusieurs pays de l’Asie, la pandémie de grippe A (H1N1) et, plus récemment, le virus influenza aviaire A (H7N9) en Chine, le coronavirus du syndrome respiratoire du Moyen-Orient (MERS-CoV) et la pandémie de Covid19. La pathogénicité et la létalité élevées de la plupart de ces virus génèrent des répercussions sociales et une pression importante sur les services de santé.
La population mondiale infectée par le VIH continue de croître : rien qu’en 2000, 5,3 millions de nouveaux cas se sont déclarés dans le monde, dont la moitié parmi les jeunes de plus de 25 ans.

### En France
Après une phase de forte régression (époque pastorienne et hygiéniste), les maladies infectieuses sont revenues ou sont devenues plus résistantes (antibiorésistance). Des maladies infectieuses émergentes ou réémergentes inquiètent périodiquement les épidémiologistes et les autorités sanitaires en raison de leurs impacts sanitaires, économiques et socio-politiques actuels ou potentiels. Le Haut Conseil de la santé publique (HCSP) a récemment fait 25 recommandations (sur la recherche et l'enseignement, la surveillance sanitaire et la gestion raisonnée des crises sanitaires notamment).
Les progrès de l'hygiène et de la vaccination ont fourni un espoir de pouvoir les éradiquer, mais elles sont encore en France, la troisième cause de mortalité :
| Maladie              | Nombre de morts par an en France en 2013 |
| -------------------- | ---------------------------------------- |
| Pneumonies et grippe | 12 711                                   |
| Sida                 | 502                                      |
| Tuberculoses         | 511                                      |
| Hépatite virale      | 640                                      |

Il est également noté que certaines infections sont aussi à l’origine de maladies inflammatoires chroniques (telles que l’asthme) et de cancers.

## Impacts
Les maladies infectieuses entravent la santé de base des individus et ont une influence négative sur chaque indice du développement humain et plus particulièrement sur l'espérance de vie à la naissance, l'éducation et le PIB réel. Elles sont responsables d'une forte mortalité dans les régions où l'hygiène connaît un déficit et où l’accès aux soins est difficile. La malnutrition ainsi qu'un accès limité à l'eau potable sont autant de facteurs aggravants qui diminuent les chances de survie des malades mais aussi des enfants en bas âge de même que leurs conditions de développement. Ces deux facteurs désarment le système immunitaire et peuvent être vecteurs de maladies infectieuses.
Ces maladies ont des conséquences négatives importantes sur le développement cognitif et les performances scolaires chez l’enfant. La malaria, entre autres, peut causer de graves séquelles, dont des troubles comportementaux, des problèmes moteurs et un manque d’autonomie. Une telle infection est donc un frein à l’éducation. Dans le cas des épidémies, il peut arriver que les enseignants soient eux aussi touchés par la maladie. Un manque de corps enseignant réduirait de façon directe la qualité de l’éducation en affaiblissant le système scolaire. Par ailleurs, si dans une famille, les responsables de l'éducation des enfants (souvent la mère) sont touchés par la maladie, c’est l’éducation dans son ensemble qui va être affectée. Le coût du traitement réduit le budget qui aurait pu être accordé à la scolarisation mais également les conditions de vie de l’enfant. Ce qui crée un cercle vicieux : les couches les plus éduquées de la population sont de moins en moins atteintes par des maladies infectieuses telles que le sida. En effet ces personnes qui sont les plus éduquées sont les mieux informées sur les modes de transmission et de prévention. Or, plus de 80 % des personnes atteintes par ces maladies vivent dans les pays en développement.
D'un point de vue macroéconomique, les maladies infectieuses ont un impact sur la croissance économique et le PIB. Dans les pays en développement, la main d’œuvre est le facteur-clé de la production et donc du PIB. Néanmoins, le bon fonctionnement des entreprises et la possibilité d'être concurrent sur le marché international nécessitent avant tout une bonne santé et une éducation de base. Lorsque la santé de la personne génératrice de revenu pour la famille est affectée, toute la famille en souffre. Les maladies infectieuses aggravent donc la pauvreté, réduisent la croissance économique, le capital humain et contribuent à l’augmentation des inégalités entre les pays en voie de développement et les pays riches.

## Prévention
La prévention des maladies infectieuses vise à limiter le risque infectieux (y compris professionnel, notamment pour les métiers de la santé, de contact avec les animaux, des déchets, des cadavres, des eaux usées, des échantillons à analyser en laboratoires de biologie, etc.).
Elle s’articule en trois volets : éviter l’infection, renforcer les défenses immunitaires et prendre des traitements préventifs (prophylaxie) en cas de risque d’exposition.

### Éviter l'infection
La maladie infectieuse est provoquée par la pénétration dans l’organisme d’une bactérie ou d’un virus. La première précaution consiste donc à « fermer les portes d’entrée », à savoir :
- les voies respiratoires : tousser ou éternuer dans un mouchoir, dans le coude, ou dans les mains (en se les lavant immédiatement après) pour éviter de contaminer l’entourage ; porter un masque facial lorsque des personnes vulnérables sont rencontrées (par exemple dans certaines zones des milieux hospitaliers, personnes immunodéprimées) ou porteuses de virus très contagieux (comme le sras) ; pour la ventilation artificielle, utiliser un filtre antibactérien ;
- les voies digestives : se laver les mains avant de manger ou de préparer un repas, ou après une exposition à des liquides biologiques (par exemple en sortant des toilettes), voire les désinfecter lorsqu’il s’agit de liquides d’une autre personne (par exemple accident d'exposition au sang) ; porter des gants fins (latex, ou pour les personnes allergiques en PVC ou nitrile) lorsqu’une telle exposition est probable ; en général laver les mains régulièrement pendant la journée ;
- effraction cutanée : toute plaie grave devra être montrée à un médecin qui prendra les mesures nécessaires ; toute plaie simple doit être nettoyée, ou mieux désinfectée (voir l’article bobologie) ; mais la première précaution est bien sûr d’éviter de se faire une plaie, en respectant les règles de sécurité de certaines activités et en portant des protections adaptées (gants de travail) ;
- voie oculaire : éviter de se frotter les yeux et se laver les mains avant au cas où cela arriverait ; en cas de risque d’exposition à des liquides biologiques, porter des lunettes de protection ;
- sexualité : utiliser un préservatif pour réduire les risques de transmission des maladies sexuellement transmissibles.

Le port d'équipements de protection individuelle dépend de l’évaluation des risques. Au travail outre des gants de protection, un appareil de protection respiratoire et des lunettes masques ou une visière sont parfois nécessaires, voire un vêtement de protection intégral.
Les gants fins sont recommandés en cas de risque d’exposition à des liquides biologiques ou chimiques, mais déconseillé pour les activités courantes : en effet, la peau est alors dans une atmosphère chaude et humide propice au développement de germes, et par ailleurs, il vaut mieux des mains propres que des gants sales. À noter qu’au bout d’une vingtaine de minutes, certains gants fins deviennent poreux ou sont incompatibles avec certaines substances.
Il faut aussi limiter le développement de germes pathogènes sur et dans le corps et dans l’habitation, par une hygiène suffisante :
- hygiène corporelle : se laver, se brosser les dents ;
- hygiène ménagère : avoir un réfrigérateur créant un froid suffisant, décongelé et nettoyé régulièrement, laver les couverts, assiettes et verres après utilisation, stocker les ordures dans des poubelles dédiées et ramassées régulièrement par les services municipaux, évacuation des eaux usagées vers une fosse septique vidangée régulièrement ou vers les égouts, rangement et nettoyage de l’habitation, aérer pour limiter la pollution intérieure (acariens, composés organiques volatils) et donc les allergies et les maladies respiratoires ;
- surveiller et traiter les parasitoses (certaines facilitent les maladies infectieuses, virales ou bactériennes). Par exemple, chez le porc, l'ascaris augmente le risque de bronchopneumonie, la trichocéphalose l'entérite hémoragique, l'oesophagostomum les salmonelloses, les strongyloides le rouget, les metastrongylus la grippe porcine[14], etc.

Les collectivités territoriales jouent un rôle important en ce qui concerne l’hygiène collective, avec la gestion des eaux pour fournir de l’eau potable, l’organisation de la collecte et du traitement des ordures, l’équarrissage des cadavres d’animaux et la police des funérailles et des lieux de sépulture (condition de transport et de conservation des corps avant crémation ou inhumation, gestion des cimetières et crématoriums).

### Renforcer les défenses immunitaires
La première mesure consiste à avoir une bonne hygiène de vie : alimentation saine, exercice physique régulier, sommeil suffisant, éviter les comportements à risque (tabagisme, excès d’alcool), ce qui permet d’avoir un meilleur état de santé général donc de mieux résister aux infections.
Par ailleurs, il convient de respecter les vaccinations préventives obligatoires, ou recommandées comme la vaccination des personnes âgées contre la grippe.
Il faut aussi prendre précautionneusement les médicaments prescrits par un médecin, en lisant systématiquement les notices accompagnatrices, riches en informations (effets secondaires, interactions avec d’autres médicaments, recommandations…) et ne pas hésiter à questionner le médecin ou le pharmacien en cas de doute. Les effets peuvent ne pas être immédiats, et il faut continuer le traitement jusqu’à la fin même en cas d’amélioration et disparition des symptômes, notamment dans le cas des antibiotiques : la disparition des symptômes signifie la diminution du nombre de germes, mais pas leur disparition, si le traitement est interrompu trop tôt, ceux-ci peuvent se redévelopper, et devenir résistants à l’antibiotique.
Il ne faut pas que le médecin prescrive systématiquement d’antibiotique : ils ne sont pas efficaces contre les maladies virales.

### Traitement préventif
Les mesures d’hygiènes simples sont les meilleurs traitement préventifs : lavage des mains, pour éviter la transmission des infections alimentaires, éternuer dans ses coudes lors d'un éternuement et non pas dans ses mains afin de ne pas les « contaminer » par d'éventuels microbes… Il est parfois nécessaire de prendre des médicaments à titre préventif, comme les médicaments contre le paludisme lors d’un voyage dans un pays impaludé.
La détection précoce d’une maladie permet de démarrer son traitement plus tôt et donc de réduire la mortalité ; il est recommandé de faire au moins une visite médicale par an. En cas de doute sur une infection (par exemple plaie souillée, accident d’exposition au sang, rapport sexuel non protégé), le médecin pourra mettre en place un traitement préventif pour diminuer les risques de développement d’une maladie. Pour les maladies sexuellement transmissibles, il existe en France des centres anonymes et gratuits de dépistage.
Certains patients doivent être isolés (voire mis en quarantaine) pour éviter la dissémination du germe : ainsi, lors d’une varicelle, l’enfant ne doit pas aller à l’école pendant 15 jours à partir de la première éruption. Il s’agit de l'éviction scolaire. La prévention hospitalière des infections nosocomiales est un sujet complexe. Elle repose essentiellement sur l’hygiène des soignants et des soignés (lavage des mains), sur l’isolement des patients porteurs de germes résistants aux antibiotiques, mais aussi sur une antibiothérapie ciblée et adaptée.

Une nouvelle approche en phase d'étude est d'utiliser la phagothérapie à des fins préventives pour la santé humaine comme cela se fait déjà dans l'agriculture et l'industrie alimentaire.

## Facteurs favorisants
Leur étude relève de l'épidémiologie et pour les zoonoses ainsi que de l'écoépidémiologie.
Certaines situations (crises sanitaires ou alimentaires, etc.) ou lieux (ports, aéroports) sont des facteurs de risques.

## Traitement

### Antibiothérapie
Le traitement par antibiotiques est le traitement qui a permis de vaincre les maladies infectieuses jusqu'à l'apparition des bactéries multi-résistantes.
Il présente de nombreux avantages dont la possibilité d'une fabrication en masse, rapide et bon marché des médicaments antibiotiques.
Il trouve ses limites avec l'apparition de bactéries de plus en plus résistantes.

### Phagothérapie
La phagothérapie est apparue au début du XXe siècle avec le développement par le Français Félix d'Hérelle de médicaments bactériophagiques réalisés à partir de virus bactériophages (simplement appelés bactériophages ou même phages) lytiques afin de traiter certaines maladies infectieuses d’origine bactérienne. D'Hérelle a ainsi traité des épidémies de peste et de choléra avec succès.
La phagothérapie est abandonnée devant les progrès de l’antibiothérapie, mais demeure utilisée de manière marginale dans les pays de l'ancienne Union soviétique. Elle connaît un regain d'intérêt en Occident avec l'émergence de l'antibiorésistance. Elle fait l'objet de recherches à l'Institut Pasteur et de plusieurs réseaux de recherche.

## Infectiologues célèbres
- Antoni van Leeuwenhoek (1632-1723) voit pour la première fois des agents bactériens en microscopie.
- Louis Pasteur permet le rapprochement entre maladie et agents infectieux. Première vaccination contre la rage, en 1885.
- Robert Koch est célèbre pour sa découverte, en 1882, du bacille de la tuberculose qui porte son nom : le bacille de Koch.
- Jonas Salk et Albert Sabin assurent le développement de la vaccination anti-polio dès les années 1950.